# École-Militaire
École-Militaire è il 27º quartiere amministrativo di Parigi, situato nel VII arrondissement. 
Il quartiere deve il suo nome all'École militaire.